# Toque (équitation)
Pour les articles homonymes, voir Toque et Toque (football).
Une toque est, en équitation, une pièce de tissu recouvrant le casque, appelé bombe, que portent les jockeys. Elle est aussi utilisée par les cavaliers d'autres disciplines, notamment le jeu de pony games et le concours complet d'équitation (durant l'épreuve de cross).
Durant les courses hippiques, sa couleur associée à celle de la casaque, distingue les jockeys les uns des autres.